# Coralville
Coralville és una població dels Estats Units a l'estat d'Iowa. Segons el cens del 2007 est. tenia 18.250 habitants.

## Demografia
Segons el cens del 2000, Coralville tenia 15.123 habitants, 6.467 habitatges, i 3.317 famílies. La densitat de població era de 573 habitants per km².
Dels 6.467 habitatges en un 28,1% hi vivien nens de menys de 18 anys, en un 40,3% hi vivien parelles casades, en un 8,1% dones solteres, i en un 48,7% no eren unitats familiars. En el 34,9% dels habitatges hi vivien persones soles el 4,3% de les quals corresponia a persones de 65 anys o més que vivien soles. El nombre mitjà de persones vivint en cada habitatge era de 2,21 i el nombre mitjà de persones que vivien en cada família era de 2,96.
Per edats la població es repartia de la següent manera: un 21,9% tenia menys de 18 anys, un 15,2% entre 18 i 24, un 40,9% entre 25 i 44, un 16,4% de 45 a 60 i un 5,5% 65 anys o més.
L'edat mediana era de 30 anys. Per cada 100 dones de 18 o més anys hi havia 105,6 homes.
La renda mediana per habitatge era de 38.080 $ i la renda mediana per família de 57.869 $. Els homes tenien una renda mediana de 35.288 $ mentre que les dones 30.356 $. La renda per capita de la població era de 23.283 $. Entorn del 6,1% de les famílies i el 10,1% de la població estaven per davall del llindar de pobresa.

## Poblacions més properes
El següent diagrama mostra les poblacions més properes.